# Écluse de Puichéric
L'écluse de Puichéric est une écluse à bassins doubles du canal du Midi. Construite vers 1674, elle se trouve à 136,4 km de Toulouse à 57 m d'altitude. Les écluses adjacentes sont l'écluse de Jouarres à l'est et l'écluse de l'Aiguille, à l'ouest.
Elle est située sur la commune de Puichéric dans le département de l'Aude en région Occitanie.